# Nelly Kordová
Nelly Kordová (nepřechýleně: Korda, * 28. července 1998, Bradenton) je americká profesionální golfistka českého původu, která se účastní turnajů LPGA Tour. V roce 2019 hrála také Solheim Cup. Na Letních olympijských hrách 2020 v Tokiu se stala z pozice světové jedničky olympijskou vítězkou ženské soutěže, s výsledkem 17 ran pod par a náskokem jednoho úderu. Olympijské zlato z golfu tak získala jako druhá Američanka po triumfu Margaret Abbottové na pařížských hrách v roce 1900.

## Amatérská kariéra
Kordová byla členkou amerického juniorského týmu na Solheim Cupu v roce 2015. Jako amatérka vyhrála turnaje Harter Hall Invitational 2015, PING Invitational 2015 a v roce 2015 se stala AJGA Rolex Junior All-American. Prošla také cutem na US Women's Open 2013, měsíc před svými patnáctými narozeninami.

## Profesionální kariéra
Kordová zahájila profesionální kariéru v roce 2016 na Symetra Tour, kde vyhrála svůj první profesionální turnaj Sioux Falls GreatLIFE Challenge, když zahrála 68-67-69-66 a zvítězila o 3 rány před Wichanee Meechai. Sezonu zakončila na 9. místě money listu, čímž získala kartu na LPGA Tour pro rok 2017.
Dne 28. října 2018 vyhrála turnaj Swinging Skirts LPGA Taiwan Championship v Taoyuanu na Tchaj-wanu a získala tím první titul na LPGA Tour. Tímto vítězstvím se spolu se svou sestrou Jessicou Kordovou staly třetím párem sester, kterému se podařilo zvítězit v LPGA, a připojily se tak k sestrám Jutanugarnovým, Morii Jutanugarnové a Ariye Jutanugarnové, a k Charlottě a Annice Sörenstamovými.
Po druhém místě na CME Group Tour Championship a třetím místě v Diamond Resorts Tournament of Champions vyhrála 17. února 2019 ISPS Handa Women's Australian Open. Tím v Austrálii zkompletovala "rodinný slam". Její otec Petr vyhrál v roce 1998 dvouhru na Australian Open v tenise. Její starší sestra Jessica Kordová vyhrála Australian Open žen v roce 2012 a její mladší bratr Sebastian vyhrál Australian Open juniorů v tenise v roce 2018. Vítězství na Australian Open představovalo její čtvrté umístění v top 5 z posledních pěti startů na LPGA. Díky tomuto vítězství se Kordová poprvé v únoru 2019 probojovala do první desítky žebříčku Women's World Golf Rankings, když se posunula na 9. místo ze 16. pozice z předchozího týdne, a stala se druhou nejvýše postavenou Američankou na světě, předstihla ji pouze pátá Lexi Thompsonová.
Dne 22. září 2019 v náročných podmínkách zahrála 4 pod par 67 a o osm ran vyhrála Lacoste Ladies Open de France. Dne 3. listopadu 2019 Kordová obhájila titul na tchajwanském turnaji Swinging Skirts LPGA v play-off, když porazila Caroline Massonovou a Minjee Leeovou.
Dne 28. února 2021 vyhrála turnaj Gainbridge LPGA Boca Rio v Lake Nona Golf and Country Club v Orlandu na Floridě.
Dne 20. června 2021 vyhrála Meijer LPGA Classic v Grand Rapids v Michiganu a stala se první dvojnásobnou vítězkou turnaje LPGA v sezóně 2021. V sobotu zahrála nejlepší výsledek kariéry 62 ran a ujala se vedení ve finálovém kole.
Dne 27. června 2021 Kordová vyhrála svůj první major turnaj KPMG Women's PGA Championship v Atlanta Athletic Clubu. Ve finálovém kole zahrála výsledek 4 pod par 68 a zvítězila o tři rány před Lizette Salasovou. Díky tomuto vítězství se stala první hráčkou světa.

## Osobní život
Kordová je dcerou bývalých českých profesionálních tenistů Petra Kordy a Reginy Rajchrtové. Její otec je tenisovým grandslamovým šampionem, vítězem Australian Open 1998. Mladší bratr Sebastian je tenista a vítěz juniorky Australian Open 2018. Starší sestra Jessica Kordová je rovněž golfistka hrající LPGA Tour a šampionka Australian Open 2012.
Od konce roku 2019 udržuje partnerský vztah s kanadským hráčem NHL Andreasem Athanasiouem z týmu Los Angeles Kings.

## Profesionální výhry (18)

### Vítězství na LPGA Tour (13)
| Legenda                   |
| Hlavní mistrovství (2)    |
| Další akce LPGA Tour (11) |

| Č. | Datum              | Turnaj                             | Vítězné skóre     | K par |
| -- | ------------------ | ---------------------------------- | ----------------- | ----- |
| 1  | 28. října 2018     | Taiwan Swinging Skirts LPGA        | 67-71-69-68 = 275 | −13   |
| 2  | 17. února 2019     | ISPS Handa Women's Australian Open | 71-66-67-67 = 271 | −17   |
| 3  | 3. listopadu 2019  | Taiwan Swinging Skirts LPGA (2)    | 66-67-65-72 = 270 | −18   |
| 4  | 28. února 2021     | Gainbridge LPGA v Boca Rio         | 67-68-68-69 = 272 | −16   |
| 5  | 20. června 2021    | Meijer LPGA Classic                | 68-66-62-67 = 263 | −25   |
| 6  | 27. června 2021    | Ženský šampionát PGA               | 70-63-68-68 = 269 | −19   |
| 7  | 14. listopadu 2021 | Pelican Women's Championship       | 65-66-63-69 = 293 | –17   |
| 8  | 13. listopadu 2022 | Pelican Women's Championship (2)   | 66-66-64 = 192    | –14   |
| 9  | 28. ledna 2024     | LPGA Drive-On Championship         | 65-67-68-73 = 273 | –11   |
| 10 | 24. března 2024    | Fir Hills Seri Pak Championship    | 72-67-67-69 = 275 | –9    |
| 11 | 31. března 2024    | Ford Championship                  | 66-68-69-65 = 268 | –20   |
| 12 | 7. dubna 2024      | T-Mobile Match Play                | 4 a 3             | 4 a 3 |
| 13 | 14. dubna 2024     | Chevron Championship               | 68-69-69-69 = 275 | –13   |

Rekordy play-off LPGA Tour (4–2)
| Č. | Rok  | Turnaj                       | Soupeřky                                | Výsledek                                                                             |
| -- | ---- | ---------------------------- | --------------------------------------- | ------------------------------------------------------------------------------------ |
| 1  | 2019 | Taiwan Swinging Skirts LPGA  | Minjee Lee Caroline Massonová           | Výhra s birdie na první extra jamce                                                  |
| 2  | 2020 | ANA Inspiration              | Brooke Hendersonová Mirim Lee           | Lee vyhrála s birdie na první extra jamce                                            |
| 3  | 2021 | Pelican Women's Championship | Kim Sei-young Lydia Ko Lexi Thompsonová | Výhra s birdie na první extra jamce                                                  |
| 4  | 2022 | Meijer LPGA Classic          | Jennifer Kupchová Leona Maguireová      | Kupchová vyhrála s birdie na druhé extra jamce Kordová vyřazen birdie na první jamce |
| 5  | 2024 | LPGA Drive On Championship   | Lydia Ko                                | Výhra s par na druhé extra jamce                                                     |
| 6  | 2024 | Pelican Women's Championship | Ryann O'Tooleová                        | Výhra s par na první extra jamce                                                     |

### Ladies European Tour (3)
| Č. | Datum             | Turnaj                          | Vítězné skóre     | K paru |
| -- | ----------------- | ------------------------------- | ----------------- | ------ |
| 1  | 22. září 2019     | Lacoste Ladies Open de France   | 68-64-70-67 = 269 | −15    |
| 2  | 20. srpna 2022    | Aramco Team Series – Sotogrande | 67-69-67 = 203    | −13    |
| 3  | 16. července 2023 | Aramco Team Series – Londýn     | 68-69-71 = 203    | −11    |

### Symetra Tour (1)
| # | Datum        | Turnaj                          | Vítězné skóre     | K paru |
| - | ------------ | ------------------------------- | ----------------- | ------ |
| 1 | 4. září 2016 | Sioux Falls GreatLIFE Challenge | 68-67-69-66 = 270 | −14    |

### Další výhry (1)
| # | Datum         | Turnaj                    | Vítězné skóre     | K paru |
| - | ------------- | ------------------------- | ----------------- | ------ |
| 1 | 7. srpna 2021 | Letní olympijské hry 2020 | 67-62-69-69 = 267 | −17    |

## Majory

### Výhry (2)
| Rok  | Šampionát                | Vítězné skóre           |
| ---- | ------------------------ | ----------------------- |
| 2021 | Women's PGA Championship | −19 (70-63-68-68 = 269) |
| 2024 | Chevron Championship     | −13 (68-69-69-69 = 275) |

## Světový žebříček
Pozice ve Světovém golfovém žebříčku žen na konci každého kalendářního roku.
| Rok  | Pořadí | Zdroj  |
| ---- | ------ | ------ |
| 2016 | 341    | [ 16 ] |
| 2017 | 73     | [ 17 ] |
| 2018 | 23     | [ 18 ] |
| 2019 | 3      | [ 19 ] |
| 2020 | 4      | [ 20 ] |

## Účasti v týmových soutěžích
Amatérské
- Junior Solheim Cup (reprezentovala Spojené státy): 2015 (vítězství)

Profesionální
- Solheim Cup (reprezentovala Spojené státy): 2019